# Kunsthalle Wilhelmshaven

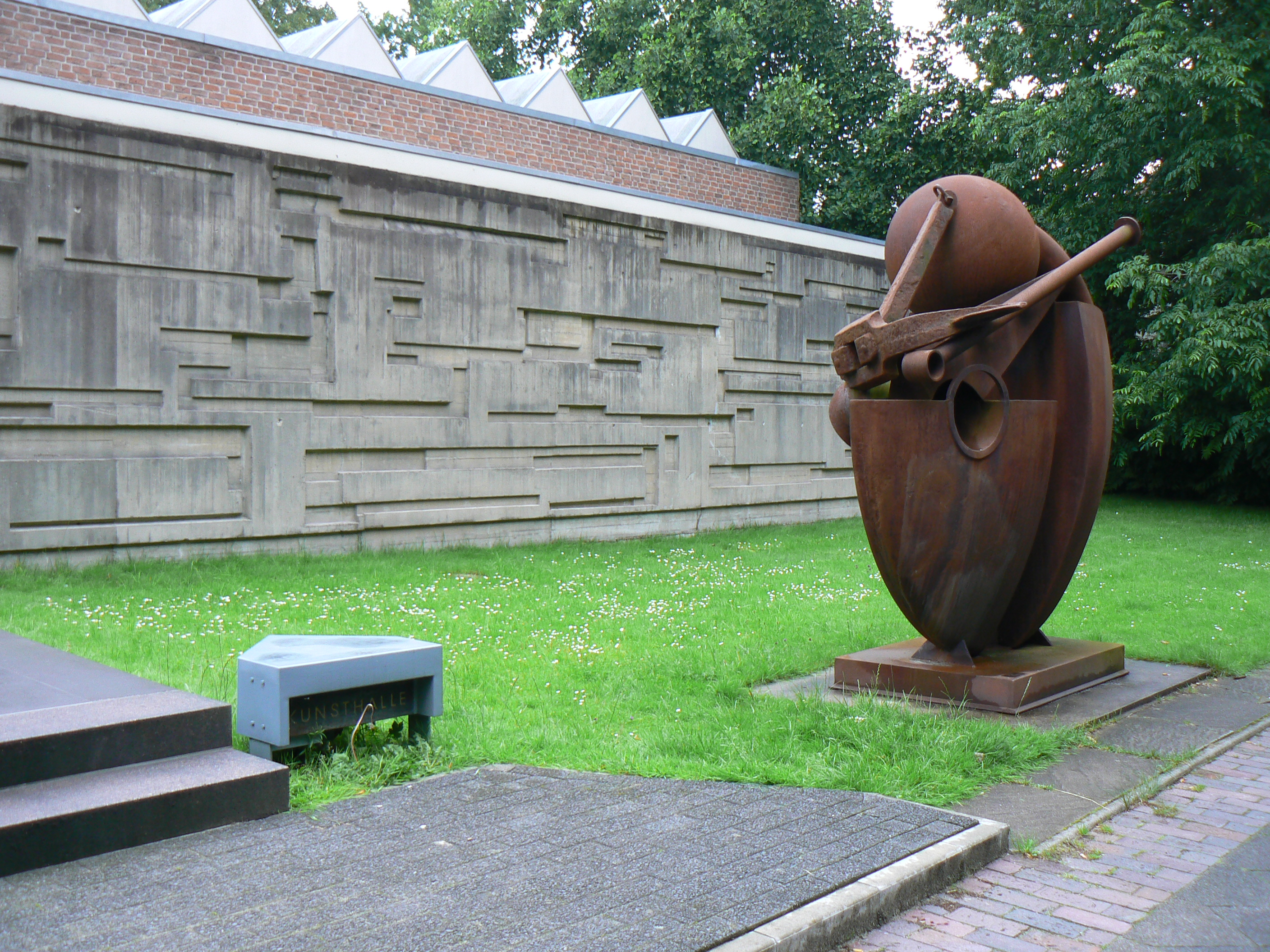
Kunsthalle Wilhelmshaven, sculptuur Seemannsgarn (1990) van Leonard Wübbena (foto: 2007)

De Kunsthalle Wilhelmshaven is een Kunsthalle voor moderne kunst in de Noord-Duitse marinestad Wilhelmshaven.

## Beschrijving
De Kunsthalle Wilhelmshaven werd in 1913 geopend als de Kaiser-Friedrich-Kunsthalle en was bedoeld om door middel van wisselende tentoonstellingen beeldende kunst toegankelijk te maken voor de bewoners van Wilhelmshaven. De totstandkoming van de expositieruimte was een initiatief van admiraal Friedrich Graf von Baudissin (1852-1921), de toenmalige Chef der Marinestation der Nordsee. Hij wist de in 1912 opgerichte Verein der Kunstfreunde für Wilhelmshaven te bewegen de door haar ingezamelde gelden te bestemmen voor de bouw van een Kunsthalle. Von Baudissin verkreeg daarbij de medewerking van keizer Wilhelm II (1859-1941), die het voor de bouw van de Kunsthalle nog ontbrekende bedrag voor zijn rekening nam en tevens de toezegging deed dat er ook werken uit de koninklijke musea tentoongesteld zouden mogen worden. Het gebouw werd op 23 februari 1913 in aanwezigheid van de keizer ingewijd.
Na tijdens de Tweede Wereldoorlog door geallieerde bombardementen te zijn verwoest, werd het oude gebouw aan de Viktoriastraße in 1968 vervangen door een nieuw pand aan de Adalbertplatz. Dit werd ontworpen door de Wilhelmshavener architecten Hans Günter Harms en Frank Sommerfeld, die kozen voor een zakelijk en nuchter ontwerp, dat ten dele aan Bauhaus-voorbeelden was ontleend. Sindsdien is in de Kunsthalle een groot aantal tentoonstellingen te zien geweest. In 2006 en 2007 werd het voortbestaan van de Kunsthalle Wilhelmshaven bedreigd door gemeentelijke bezuinigingen, maar die konden worden afgewend.
De Kunsthalle toont vijf tot zes wisselende exposities per jaar van kunst uit de twintigste en eenentwintigste eeuw.